# Западна провинция (Кения)
Западната провинция е една от осемте кенийски провинции. Граничи с Уганда. Населението на провинцията е съставено главно от етническата група Лухя. Квакерството е широко разпространено. Втората по височина планина в Кения, планината Елгон, е разположена в един от районите на провинцията. Столицата на провинцията е град Какамега, площта 8361 km2, а населението, според преброяването през 1999, е прибилизтелно 3,4 млн. души. Районите на западната провинция са общо 16.

## География
Западната провинция има разнообразен релеф, от възвишенията в северните части до равнините покрай езерото Виктория. Най-високата точка на провинцията се намира в планината Елгон, а най-ниската е в района на град Бусия, на брега на езерото Виктория.

## Климат
Климатът е главно тропичен, с изменения, дължащи се на надморската височина. В южните части, през по-голямата част от годината е горещо и влажно, а в северните е по-студено, поради по-голямата надморска височина, но също влажно. В цялата провинция много силни дъждове валят през цялата година, като особено продължителни са през първите месеци от годината.

## Икономика
В провинцията най-добре развито е земеделието.
В район Бунгома, в северната част на провинцията, се намира една от най-големите захарни фабрики в Кения, има също и многобройни малки захарни фабрики. Отглеждат се и царевица за прехрана, сорго, маниока, чай, захарна тръстика и др. Млекопроизводството и отглеждането на домашни птици също е широко разпространено.